# روبن سفينسون
روبن سفينسون (بالسويدية: Ruben Svensson)‏ (28 نوفمبر 1953 في السويد - ) هو لاعب كرة قدم سويدي في مركز الدفاع. لعب مع نادي غوتبورغ وفاسترا فرولندا ‏ وBK Derby ‏.

## وصلات خارجية
- روبن سفينسون على موقع قاعدة بيانات كرة القدم.إي يو (الإنجليزية)
- روبن سفينسون على موقع عالم كرة القدم.نت (الإنجليزية)